# Citroën GS
Der Citroën GS („Grande Série“, deutsch etwa „Große Modellreihe“), später GSA, ist ein Pkw-Modell des französischen Automobilherstellers Citroën, das zwischen Herbst 1970 und Mitte 1986 in 2,5 Millionen Exemplaren hergestellt wurde. Die meisten davon liefen im Werk Rennes vom Band. Der GS wurde zum Auto des Jahres 1971 gewählt.

## Allgemeines
Mit dem GS verkleinerte Citroën die bisherige große Lücke zwischen den verschiedenen Kleinwagentypen (Ami 8, 2CV, Dyane) und dem Luxustyp DS. Zuvor wurde insbesondere die viertürige Variante des Autobianchi Primula auch von Citroën vertrieben, im Gegenzug verzichtete Citroën auf die Produktion eines eigenen Typs dieser Klasse. Mit Produktionseinstellung des Primula 1970 änderte sich die Situation und Citroën brachte den GS heraus. Auch wenn der GS der unteren Mittelklasse zuzurechnen ist, hob er sich durch vergleichsweise anspruchsvolle Technik und einen entsprechend höheren Verkaufspreis von anderen Fahrzeugen dieser Klasse ab.
Der GS hatte Frontantrieb und Vierzylinder-Boxermotoren mit Luftkühlung. Sein Hydrauliksystem, die Hydropneumatik, war in vereinfachter Form vom großen Schwestermodell Citroën DS abgeleitet, im GS entfiel beispielsweise die Servolenkung. Die für die Zeit strömungsgünstige Karosserie ermöglichte einen geringen Verbrauch und eine hohe Geschwindigkeit. Das Design war eine Abwandlung des Pininfarina-Prototyps BLMC 1800 (1967).
Von Oktober 1970 bis August 1979 wurde das Fahrzeug als GS bezeichnet, zu dem sich im September 1971 ein Kombi mit der Bezeichnung Break gesellte. Dessen Ladevolumen lag bei maximal 1510 Litern (Limousine: 465 Liter). Nach einer Überarbeitung im September 1979 hieß die Baureihe GSA („Grande Série athlète“), bei der die Schräghecklimousine eine weit öffnende Klappe bekam.

## Technische Eigenschaften

### Motoren
Der luftgekühlte Vierzylinder-Boxermotor war neu konstruiert und hatte zwei mit je einem Zahnriemen angetriebene obenliegende Nockenwellen, die die Ventile über Kipphebel betätigten. Angeboten wurde er zunächst mit 1015 cm³ Hubraum und 54 PS (40 kW) bei 6500/min und einem maximalen Drehmoment von 72 Nm bei 3500/min, später auch mit 1129 cm³ und 55 PS (40 kW), 1220 cm³ mit 58 PS (43 kW) und 63 PS (46 kW). Im letzten Baujahr gab es in einigen Ländern schon den für den GSA vorgesehenen 1299-cm³-Motor mit 65 PS (48 kW).
Der weiterentwickelte GSA wurde von Motoren mit 1129 cm³ und 57 PS (42 kW) oder 1299 cm³ mit 65 PS (48 kW) angetrieben. Letzteren gab es in zwei Varianten, die sich vor allem durch eine Transistorzündung und im Verbrauch unterschieden.

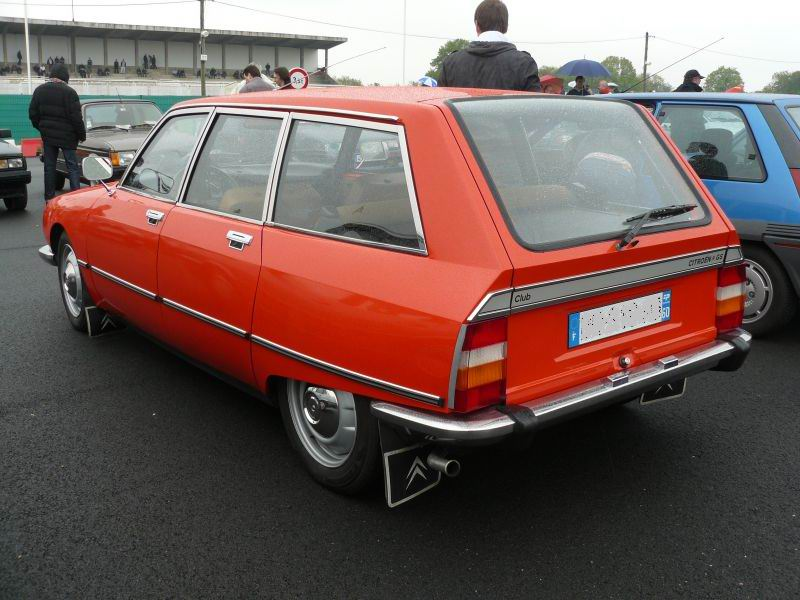
Citroën GS Break (1971–1979)
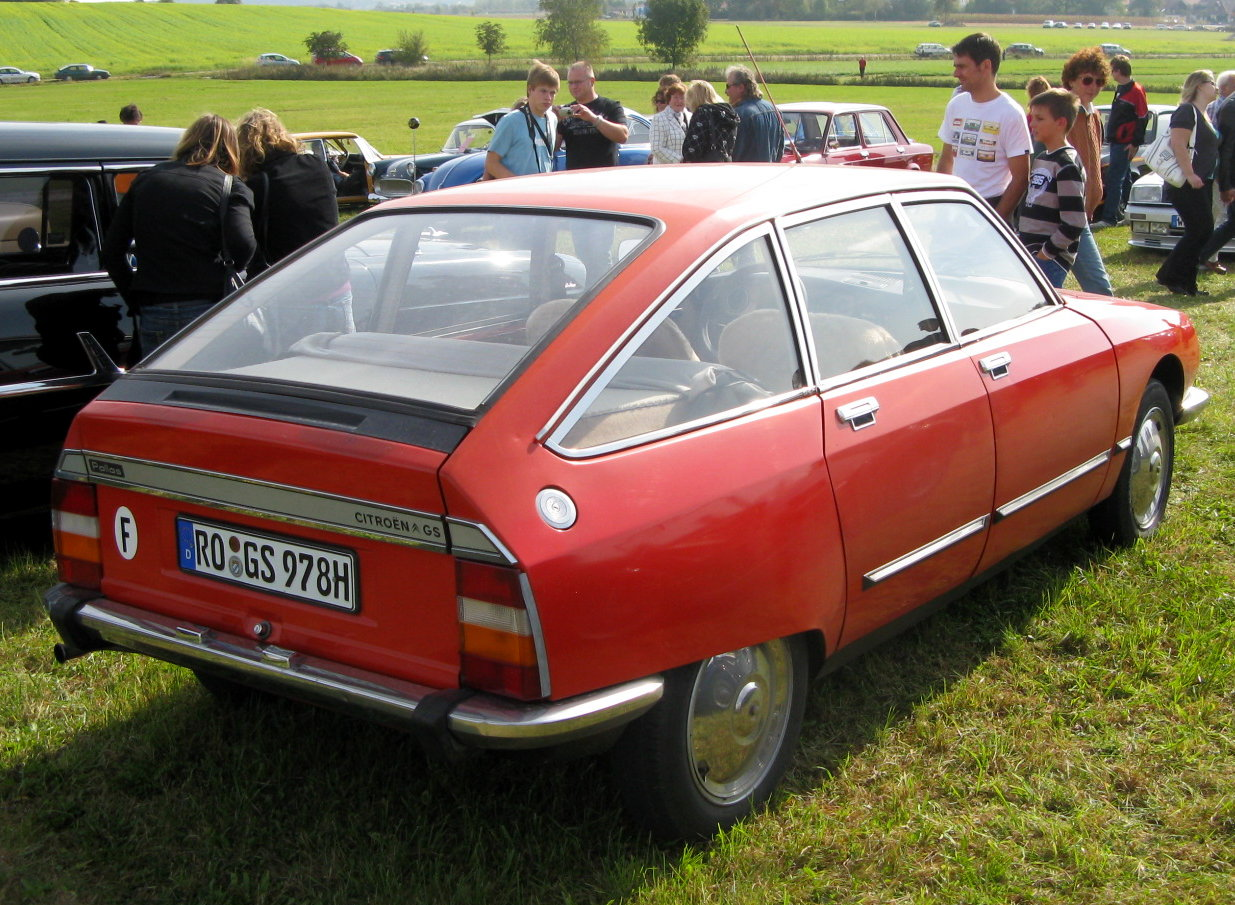
Citroën GS Pallas (1978)

#### Birotor

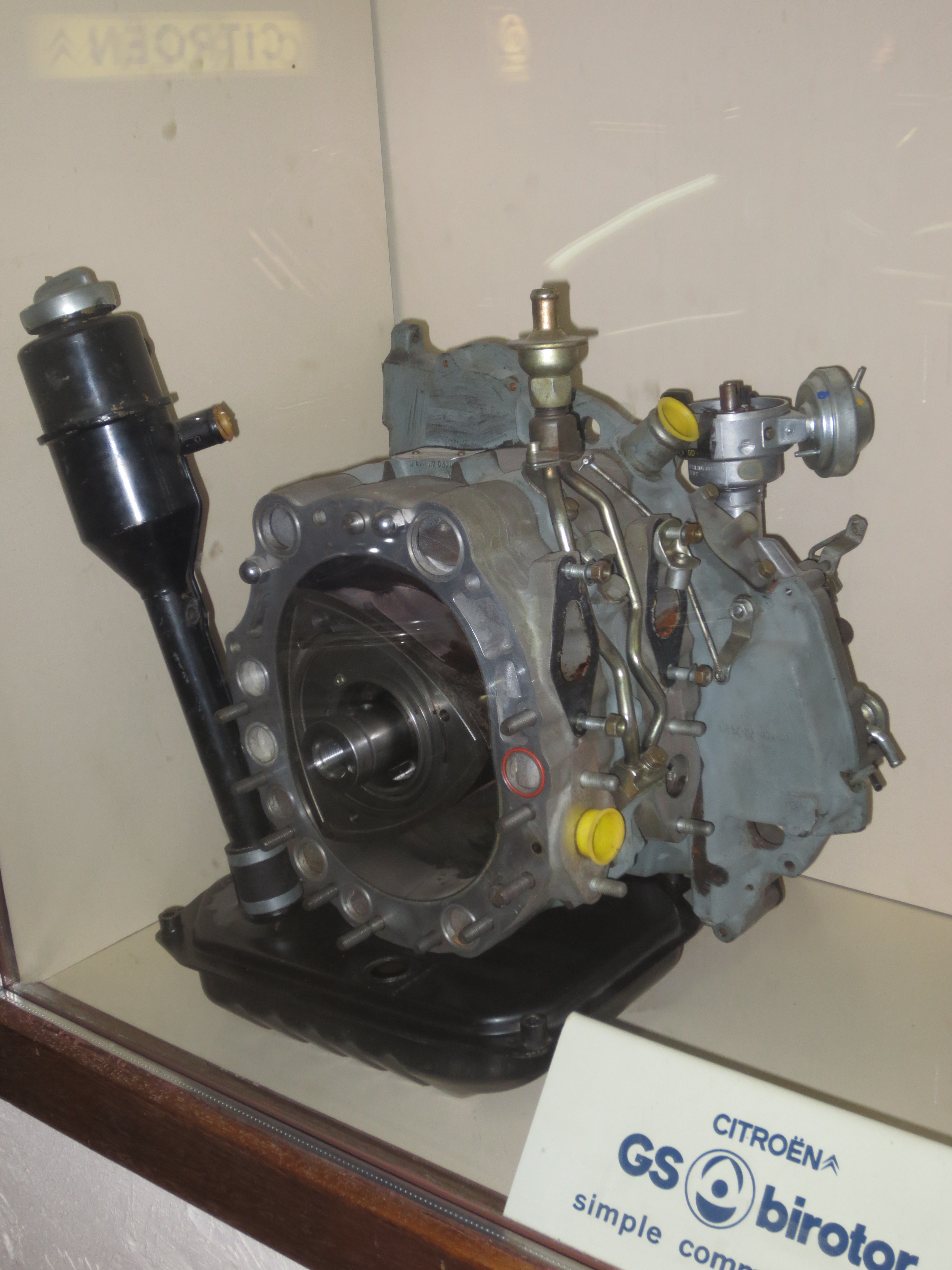
Wankelmotor Birotor

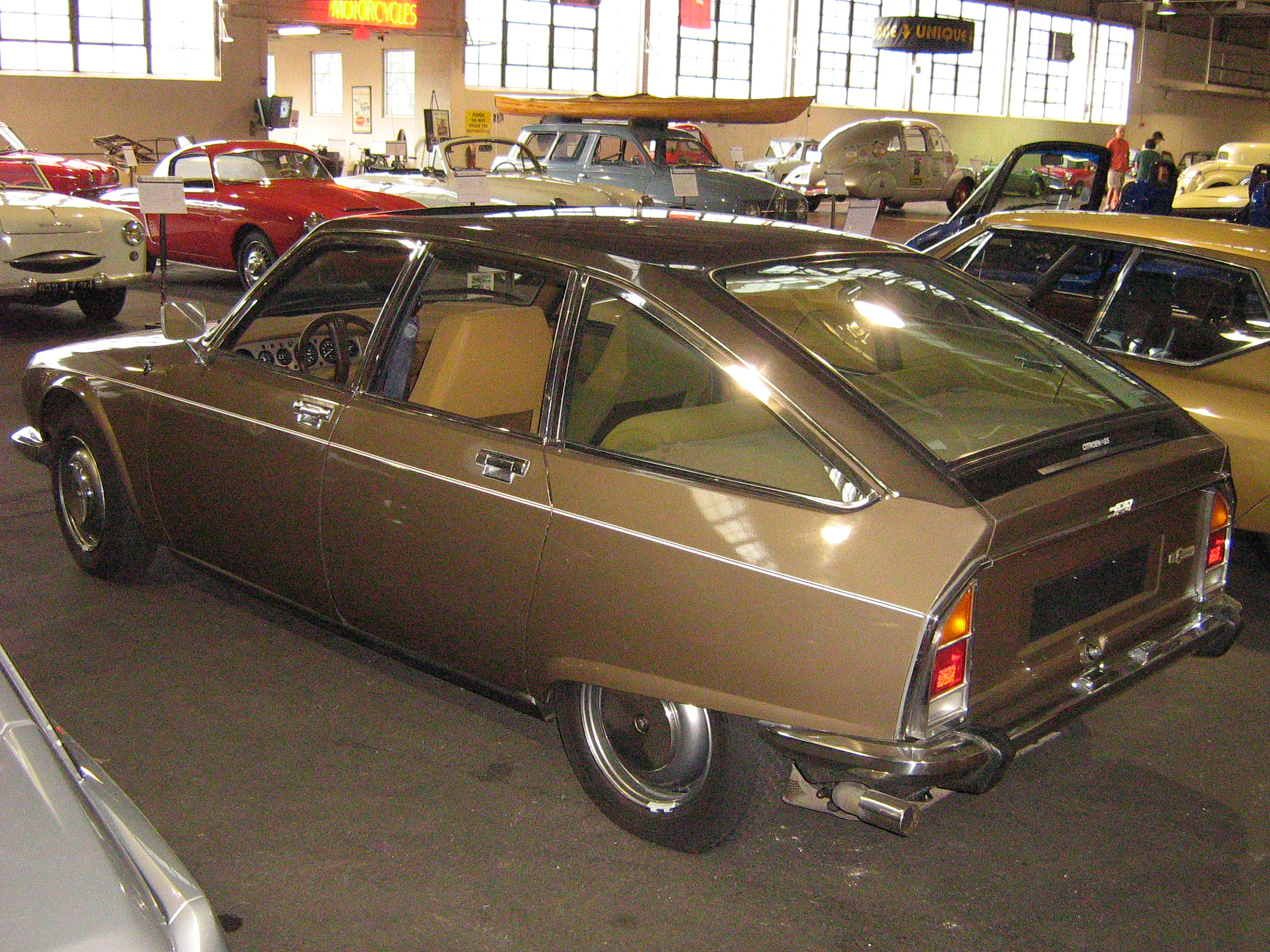
Citroën GS Birotor (1973–1975)

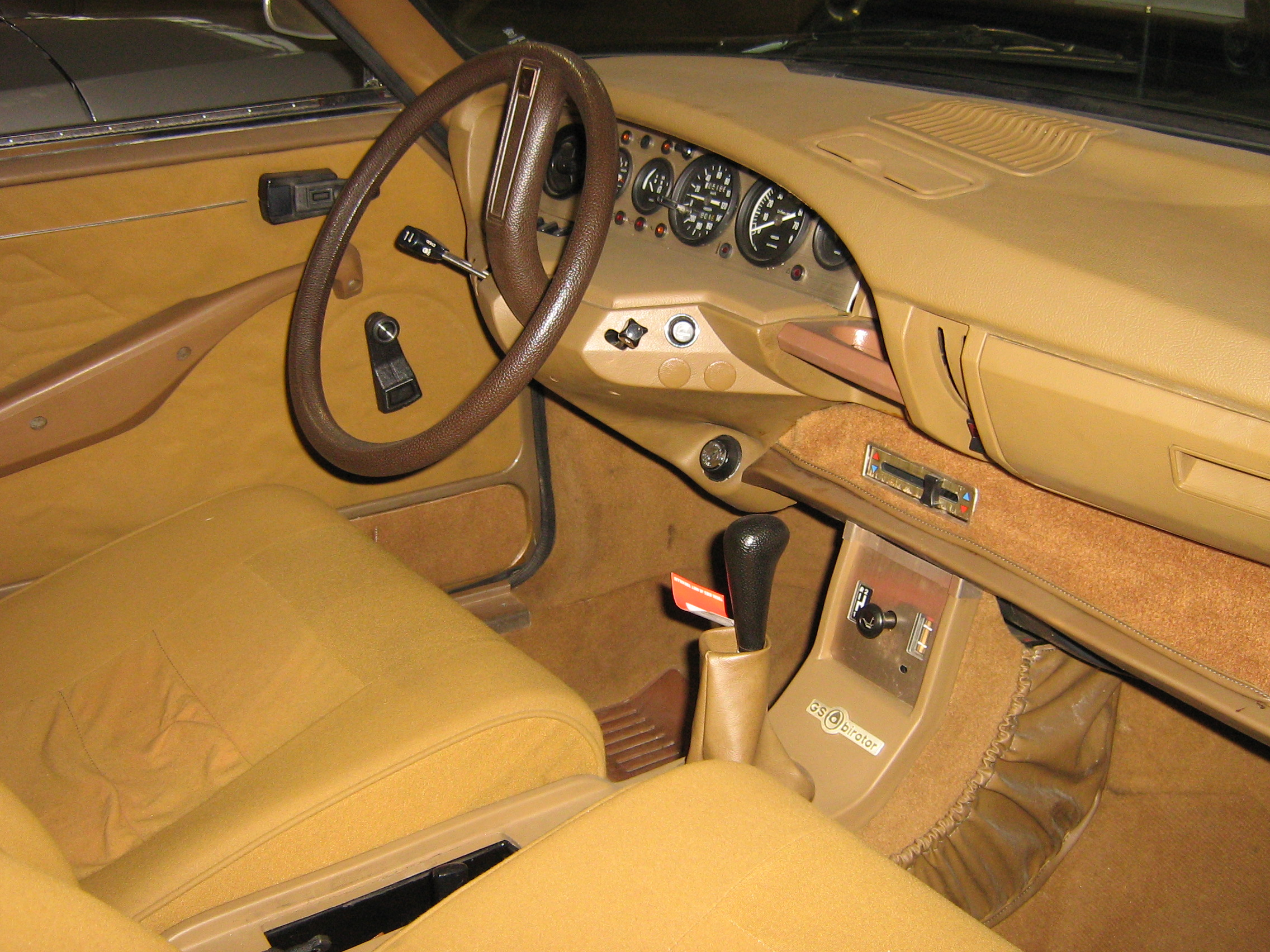
Interieur

Zwischen September 1973 und Oktober 1975 gab es ein Modell mit Zweischeiben-Wankelmotor von Comotor namens Birotor mit 107 PS (79 kW) bei 6500/min und einem maximalen Drehmoment von 137 Nm bei 3000/min. Comotor war ein Gemeinschaftsunternehmen von Citroën und NSU. Ein Einscheiben-Wankelmotor, noch in Neckarsulm hergestellt, wurde zuvor bereits in einer Kleinserie des Citroën M35 in Kundenhand erprobt, Erkenntnisse daraus flossen in die Entwicklung des Birotors ein. Dieser wurde ab Ende 1972 von Comotor produziert und hatte die Typenbezeichnung KKM 624. Es handelte sich um eine Weiterentwicklung des KKM 612 aus dem Ro 80, wobei jedoch die Geometrie des Ro80-Motors beibehalten wurde (z. B. Exzentrizität, Kammervolumen, Läuferbreite). Eines der Entwicklungsziele für den KKM 624 war eine verringerte Baugröße, um in den Motorraum des GS zu passen. Auch erfolgte die Durchströmung des Motors mit Kühlwasser gegenüber dem KKM 612 des Ro80 nun in Richtung der Exzenterwelle, wodurch man sich eine Verbesserung der Kühlung der hinteren Kammer versprach. Direkt wurde er vom Dreischeibenmotor KKM 619 und Zweischeibenmotor KKM 622 abgeleitet, von denen man die axiale Kühlmitteldurchströmung und kompaktere, biegesteifere Exzenterwellenanordnung übernahm. Überdies waren auch Anbauteile am Motor neu positioniert, um das Bauvolumen zu reduzieren. So wurden die Luftpumpe und Lichtmaschine mangels Platz über eine Kardanwelle angetrieben, in Richtung Getriebe positioniert. Trotz gleicher Motorparameter sind die Motoren des Birotor und des Ro80 somit nicht als baugleich anzusehen. Er hatte außerdem eine Bosch-HKZ, einen Solex-Doppelvergaser Typ 32 DDITS und eine frühe Einrichtung zur Abgasreinigung (Lufteinblasung in den Abgasstrom über eine von Keilriemen angetriebene Pumpe und sogenannten Abgasreaktor). Wie beim Ro80 übertrug eine Dreigang-Halbautomatik das Drehmoment, jedoch mit Drehmomentwandler des Herstellers Borg-Warner.
Der mit Wankelmotor ausgestattete Citroën GS wies ansonsten kaum Modifikationen auf. Den gestiegenen Fahrleistungen wurde mit verstärkten Lenkerarmen und vergrößerter Bremsfläche der Scheibenbremsen begegnet. Die Instrumententafel wurde modifiziert. Äußerliche Erkennungsmerkmale sind ein schmaler seitlicher Zierstreifen und bestimmte Sonderlackierungen. Die schweizerische Automobil Revue maß im April 1974 für die Beschleunigung von 0–100 km/h 14,7s sowie eine Höchstgeschwindigkeit von 176,5 km/h. Das Leergewicht stieg gegenüber den anderen Ausführungen recht deutlich an auf 1140 kg. Der Verbrauch lag in jedem Geschwindigkeitsbereich bei konstanter Fahrt mindestens 3 Liter / 100 km höher im Vergleich zum Modell mit 1220 cm³; den Durchschnittsverbrauch gab die Redaktion mit 15,7 Liter / 100 km an.
Bereits 1972 scheiterte Comotor als Gemeinschaftsprojekt, da sich VW aus dem von NSU mit Citroën geschlossenen Vertrag zurückzog. Somit wurde Comotor alleinige Tochterfirma von Citroën und der produzierte Wankelmotor wurde in den Citroën GS eingebaut. Insgesamt wurden 847 GS Birotor hergestellt. Citroën versuchte später, alle GS Birotor zurückzukaufen, um keine Ersatzteilversorgung aufrechterhalten zu müssen. Trotz dieser Entscheidung sind heute europaweit noch ca. 250 Birotor-Fahrzeuge vorhanden. Der Comotor-Wankelmotor wurde außerdem im Motorrad Van Veen OCR 1000 eingesetzt.
|                       | Citroën GS Birotor                                         |
| --------------------- | ---------------------------------------------------------- |
| Motor                 | KKM 624                                                    |
| Exzentrizität         | 14 mm                                                      |
| Läuferbreite          | 67 mm                                                      |
| Kammervolumen         | 2 × 497,5 cm³ (vergleichbar zu einem Hubraum von 1990 cm³) |
| Verdichtung           | 9:1                                                        |
| Leistung              | 79 kW (107 PS) / 6500 min−1                                |
| Drehmoment            | 137 Nm / 3000 min−1                                        |
| Zündung               | Hochspannungskondensatorzündung von BOSCH                  |
| Vergaser              | Solex-Doppelvergaser Typ 32 DDITS                          |
| Getriebe              | 3-Gang-Getriebe mit Drehmomentwandler                      |
| Leergewicht           | 1140 kg                                                    |
| Gesamtmasse           | 1540 kg                                                    |
| Beschleunigung        | 14,0 s von 0 auf 100 km/h                                  |
| Höchstgeschwindigkeit | 175 km/h                                                   |

### Getriebe und Fahrwerk
Der GS hatte serienmäßig ein Vierganggetriebe, gegen Aufpreis gab es eine Dreistufenhalbautomatik mit Wandlerkupplung. Der Birotor hatte eine Dreistufenhalbautomatik serienmäßig, ein ähnliches Getriebe fand sich später beim Citroën CX als Option wieder.
Der GSA hatte je nach Ausstattungsvariante und Motor ein Vier- bzw. Fünfganggetriebe oder die C-Matic genannte Dreistufenhalbautomatik. Die Fünfganggetriebe hatten entweder eine eher sportlich kurze oder eine mehr komfortbetonende, weil drehzahlsenkende Gesamtübersetzung. Die aus dem GS bereits bekannte Dreistufenhalbautomatik wurde deutlich länger übersetzt und mit der bei Automatikgetrieben üblichen Parksperre versehen.
Die Vorderräder aller GS-Varianten waren an doppelten Dreieckslenkern aufgehängt, hinten gab es Längsschwingen. Die Lenkung arbeitete mit Ritzel und Zahnstange. Der Störkrafthebelarm war Null und die vorderen Scheibenbremsen innenliegend, das heißt, sie saßen an den Getriebeausgangswellen und nicht an den Rädern. Der GS Birotor war hier eine Ausnahme, die Bremsscheiben saßen hier radseitig und waren innenbelüftet.
Hauptmerkmal der Modelle war jedoch die hydropneumatische Federung, die von Citroën damit erstmals in einem Mittelklassewagen verwendet wurde. Die Bodenfreiheit konnte vom Fahrer dreistufig auf bis zu 250 mm eingestellt werden. Auch die sogenannte Mittenachslenkung des DS, bei der der Drehpunkt der Vorderräder zentral über der Reifenmitte liegt, wurde im GS verwirklicht. Die Bremsanlage war mit Absicherung an die Hydropneumatik angeschlossen. Die Bremsen der Hinterachse arbeiteten lastabhängig und vermieden somit ein vorzeitiges Blockieren der Hinterräder.

## Modellpflege
Im September 1979 wurde das Fahrzeug innen wie außen gründlich überarbeitet und fortan als GSA verkauft.
Sichtbare Änderungen des GSA waren eine große Heckklappe bei der Schräghecklimousine, Kunststoffstoßstangen, geänderte Rückleuchten, Kunststofftürgriffe sowie ein futuristisches Armaturenbrett aus Kunststoff mit Bedienungssatelliten. GS und GSA hatten wie die größeren Citroën-Modelle eine hydropneumatische Federung und vier Scheibenbremsen, letzteres war in der unteren Mittelklasse in den frühen 1980er-Jahren kein Standard.
Im Juni 1985 endete die Fertigung der Limousine. Im Juli 1986 wurde auch der Break eingestellt.

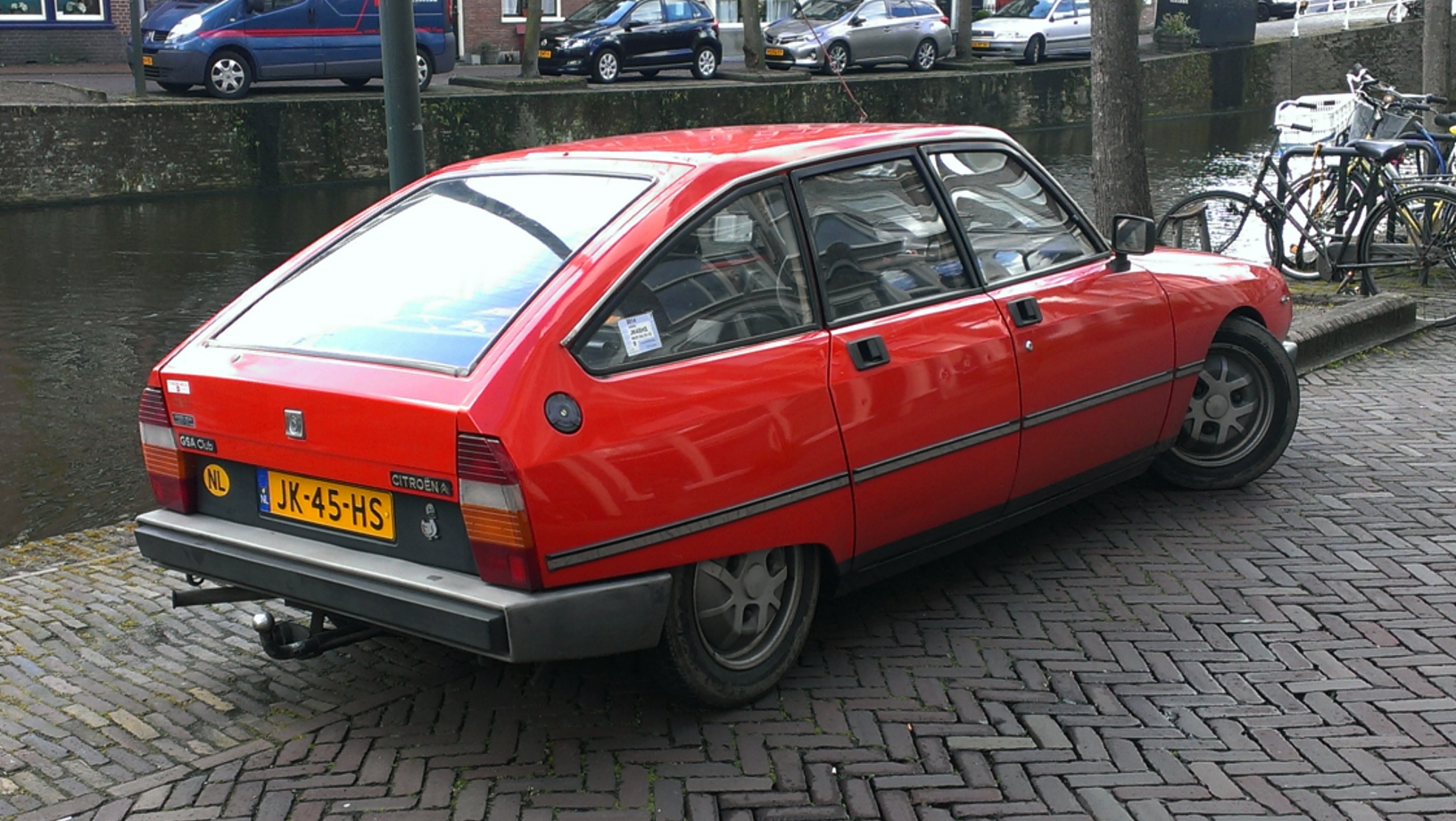
Citroën GSA (1979–1985)
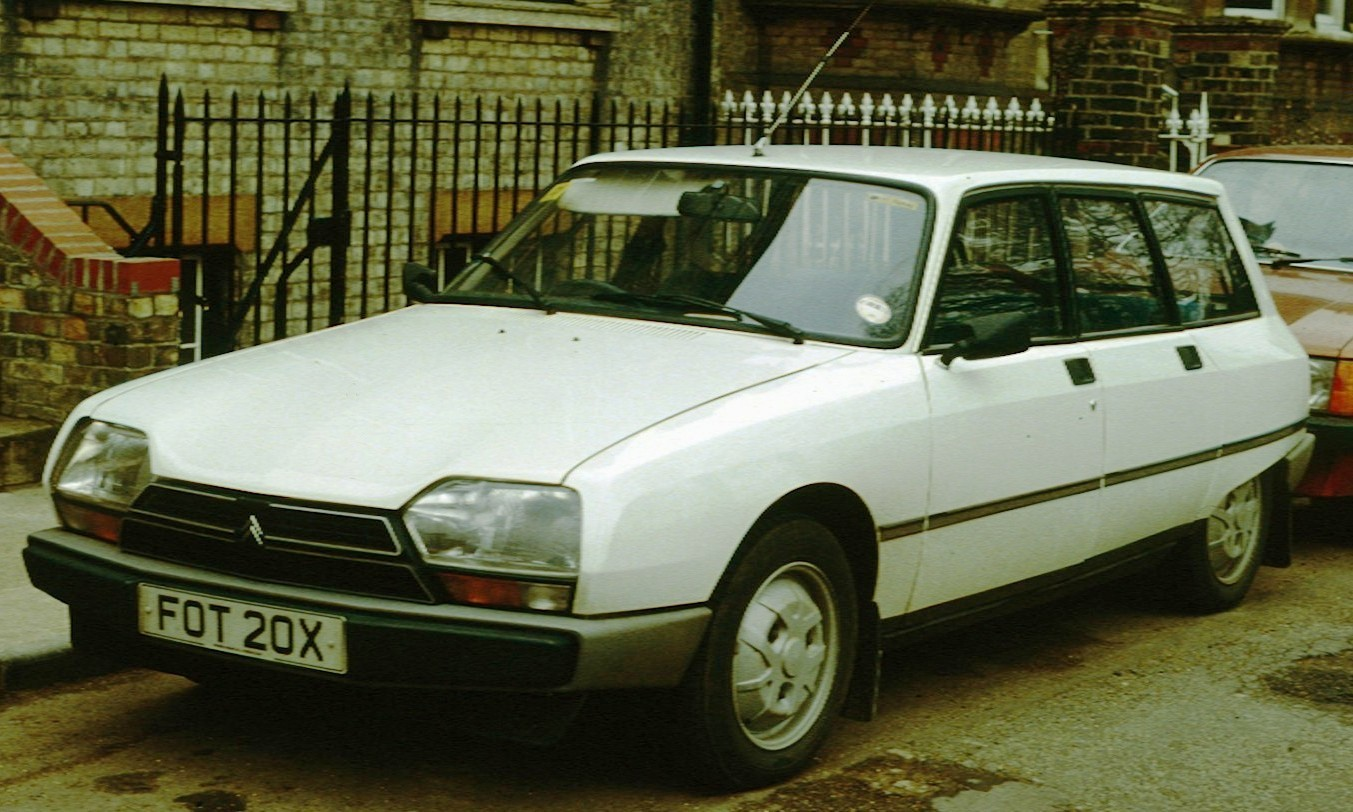
Citroën GSA Break (1979–1986)
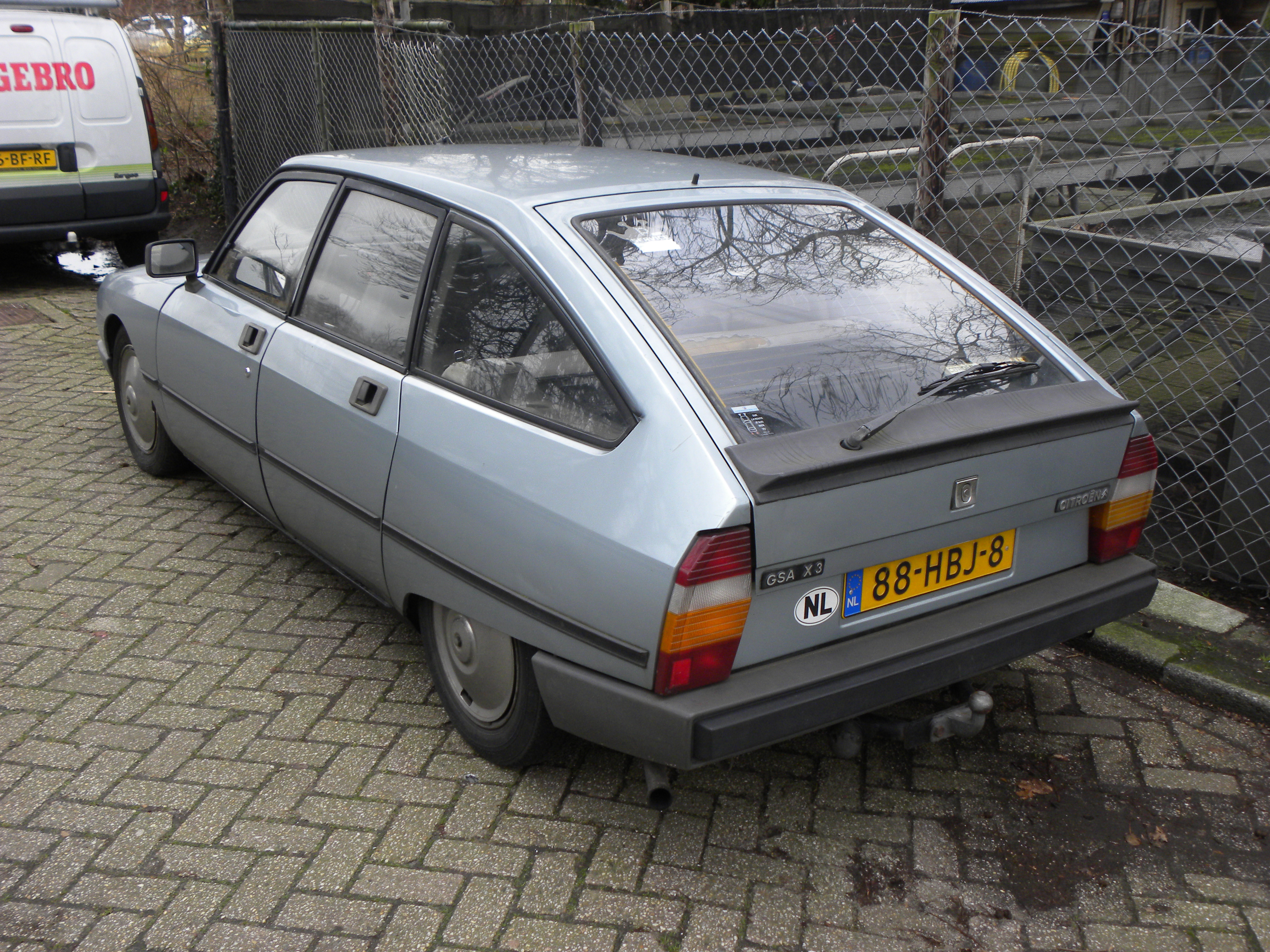
Citroën GSA X3
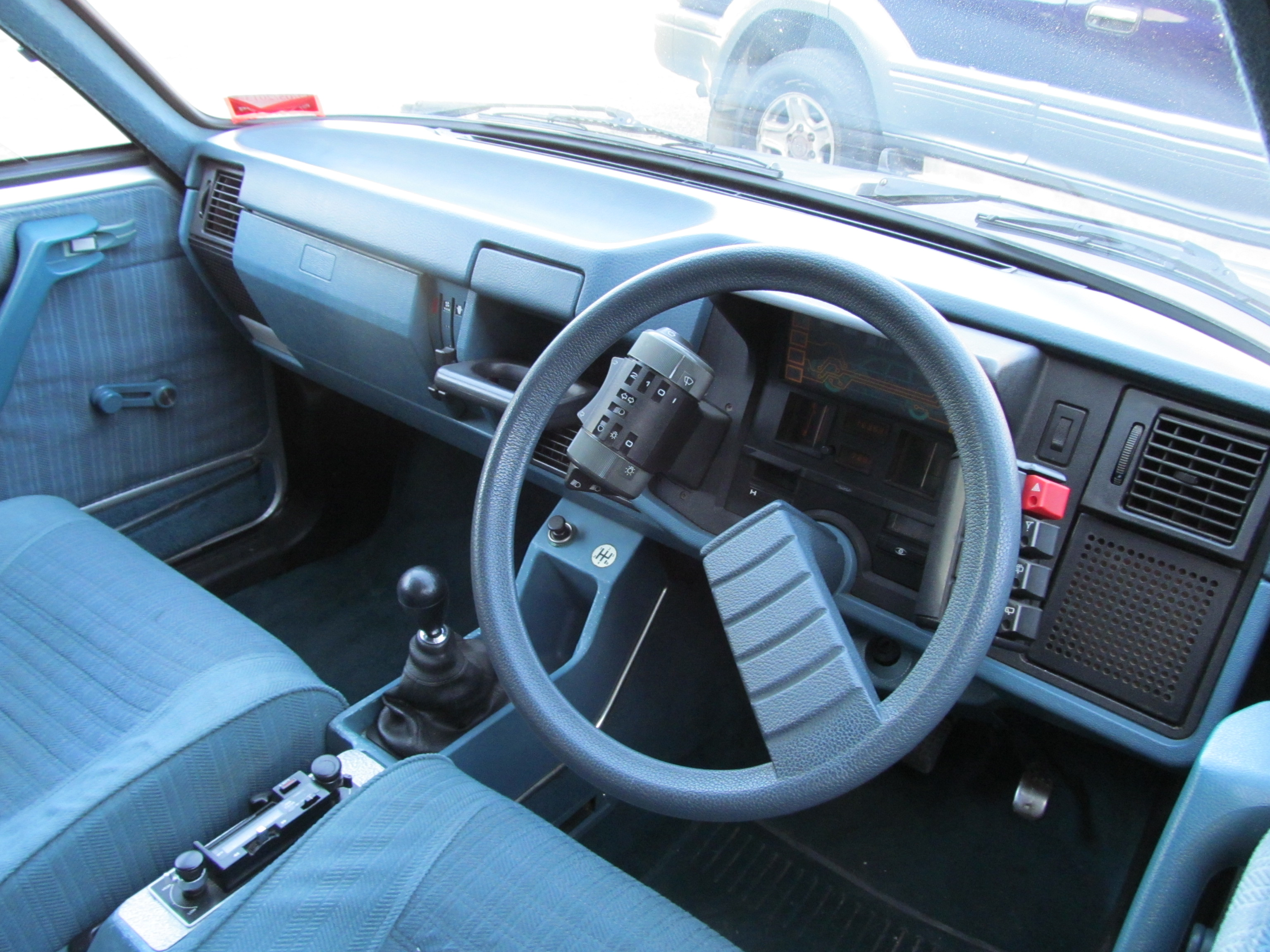
Interieur (Rechtslenker). Der schwarze, waagerecht stehende Griff betätigt die Feststellbremse.
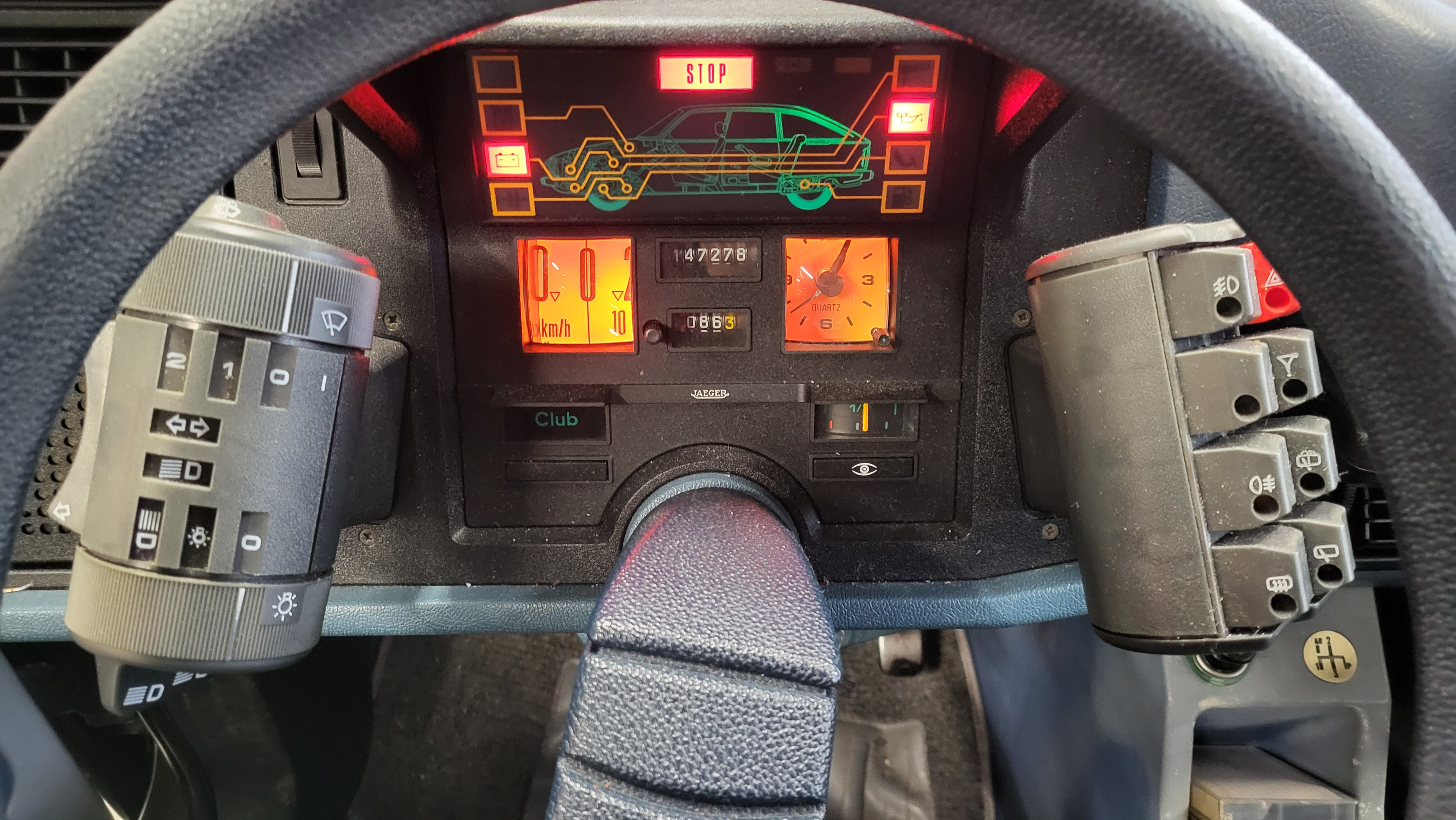
Citroën GSA Bedienungs-Satellit mit Lupentacho und -Uhr (1979)

### Versionen (GSA)
- GSA Spécial, das Grundmodell, es war serienmäßig mit Vierganggetriebe versehen. Zu erkennen ist diese Version an den nicht vorhandenen Radzierdeckeln. Er wurde auch in der Kombiversion Break angeboten. Der Preis des Wagens 1981: 11.950 DM (Aufpreis Break: 700 DM).
- GSA Club, komfortabler, Analoguhr, Halogenscheinwerfer, fünf Gänge. Ab Februar 1981 betrug der Preis des GSA Club 13.930 DM.
- GSA Pallas, wie bei Citroën üblich trugen die luxuriösesten Ausführungen die Bezeichnung Pallas. In dieser Version gab es Drehzahlmesser, Velours, einen drehzahlschonenden fünften Gang, Heckscheibenwisch-/waschanlage, Kartenleselampen und Mittelarmlehne hinten. Markentypisch erinnerten die Sitze mehr an einen Fauteuil als an Autositze. Der Preis betrug im Februar 1981 14.990 DM.
- GSA X1, die Sportversion, in der Ausstattung dem GSA Spécial ähnlich, aber zusätzlich mit Drehzahlmesser, kurz übersetztem fünften Gang, Heckspoiler, Integralsitzen vorne, Nebelscheinwerfern und Halogenlicht. An den Spécial erinnern vor allem die mit Plastik verkleideten Türen.
- GSA X3, die sportliche Topversion des GSA. Zusätzlich zur X1-Ausstattung verfügen diese Modelle unter anderem noch über eine Heckscheibenwisch-/waschanlage, Türen mit Stoffverkleidung, Kartenleselampe. Der Preis des X3 betrug im Jahr 1981 14.830 DM.

Durch die drei verschiedenen Getriebe fuhr sich jeder GSA anders. Die Varianten X1 und X3 wirkten durch den drehfreudigen Motor trotz der relativ geringen Leistung agil. Ab Herbst 1981 wurde nur noch der 1299-cm³-Motor mit 48 kW (65 PS) angeboten, die einzelnen Modelle unterschieden sich nur durch ihre Ausstattungen.

### Sondermodelle
- GS Basalte rouge & noir (1978, Auflage 5.000): Lackierung in Schwarz mit roten Dekorstreifen, Nebelscheinwerfer, Schiebedach, Polsterung schwarz-rotes Hahnentrittmuster, Scheinwerferwaschanlage
- GSA Tuner (1982, Auflage 2.500): Lackierung in Schwarz, Polsterung Velours beige, getönte Scheiben, Radio mit Stereoverstärker, fünf Lautsprechern und Equalizer
- GSA Break Cottage (1984, Auflage 2.000): mit Dekorstreifen, Schottenkaro-Stoffbezügen und serienmäßigen Alufelgen

## GS/GSA im Alltag
Der GS bot fortschrittliche Technik für einen relativ geringen Preis.
1979 konnte eine Großzahl der für Großbritannien produzierten Fahrzeuge nicht verkauft werden. Diese wurden in Southampton eingelagert, wo sie bis zu zwei Jahre der salzigen Luft ausgesetzt waren. GS und GSA standen wie fast alle Fahrzeuge dieser Zeit im Ruf, sehr rostanfällig zu sein. Über die Jahre verbesserte die Firma jedoch kontinuierlich die Konservierung ihrer Fahrzeuge, vor allem durch den Einsatz von Hohlraumwachs und besseren Elektrophoresebädern.
Mit dem hydropneumatischen Fahrwerk bot der GS/GSA in der unteren Mittelklasse einen außergewöhnlichen Komfort. Das Bedienkonzept des GSA – alle Schalter befinden sich in zwei Bedienungssatelliten und sind erreichbar, ohne die Hände vom Lenkrad zu nehmen – wurde bei Citroën bereits lange geplant. Diese Bediensatelliten setzten ein PRN genanntes Bedienkonzept um. PRN steht für Pluie, Route, Nuit (Regen, Straße, Nacht) und gruppierte die für die jeweiligen Bereiche notwendigen Schalter zusammen. Erste Entwürfe für solche Bedieneinheiten finden sich bereits 1963 in Vorschlägen des Citroën-Designers Michel Harmand für das damalige Projet F, ein Fahrzeug vom Schlage des Renault R16, das nie realisiert wurde. Der für diese Bedieneinheiten geprägte Name war „lunule“ (Halbmond). PRN-Bediensatelliten finden sich im Citroën GSA, CX, Visa I, BX I und Axel.
Als eines der letzten Fahrzeuge überhaupt konnte der GS mit einer Kurbel angedreht werden, wenn die Batterie für einen Startvorgang zu schwach war.
Der GSA zählte zu den wenigen Westautos, die zeitweise auch gegen Ostmark in der DDR für Privatleute erhältlich waren. 1980 wurden einige Hundert Exemplare des GSA Pallas importiert, 1981 folgten 5000 weitere. Der Nachfolger BX wurde ebenfalls in die DDR eingeführt, allerdings ausschließlich zur Nutzung als Dienstwagen.
Die Produktion in Frankreich wurde im Juli 1986 eingestellt, in anderen Ländern wurde das Fahrzeug noch bis Mitte 1990 produziert.

## Weitere Modelle mit GS/GSA-Motor
Die 1015-cm³-Motoren des GS wurden im Citroën Ami Super (1973–1976) verwendet.
Auch bei den beiden Fahrzeugen Oltcit Club (1982–1992) und Citroën Axel (1984–1990), wie der Oltcit im „Westexport“ hieß, kamen drei Motoren des GS bzw. GSA (mit 1015, 1129 und 1299 cm³) zum Einsatz. Der Citroën Axel (und damit auch der Oltcit Club) ähnelte formal dem Citroën Visa, war aber eine völlig andere Konstruktion.

## Nachfolger
Die Ablösung des GSA begann im September 1982 mit dem Erscheinen des Citroën BX. Dieser wurde zunächst nur als fünftürige Schräghecklimousine angeboten. Der Kombi BX Break folgte erst im April 1985.
Der GSA Break blieb noch bis Juli 1986 als günstige Alternative im Programm.

## Einstufung im französischen Steuer- und Versicherungssystem
Die Motoren mit 1015 cm³ und 1122 cm³ hatten 6 CV, die mit 1222 cm³ und 1299 cm³ jeweils 7 CV. Das Fünfganggetriebe im GSA Spécial senkte die CV-Zahl von 6 auf 5.
Der Motor mit 1222 cm³ stieg von 7 auf 8 CV wenn der Wagen mit C-Matic ausgestattet war. Das rare Spitzenmodell Birotor wurde mit 11 CV eingestuft.